# آبشار تیفانی

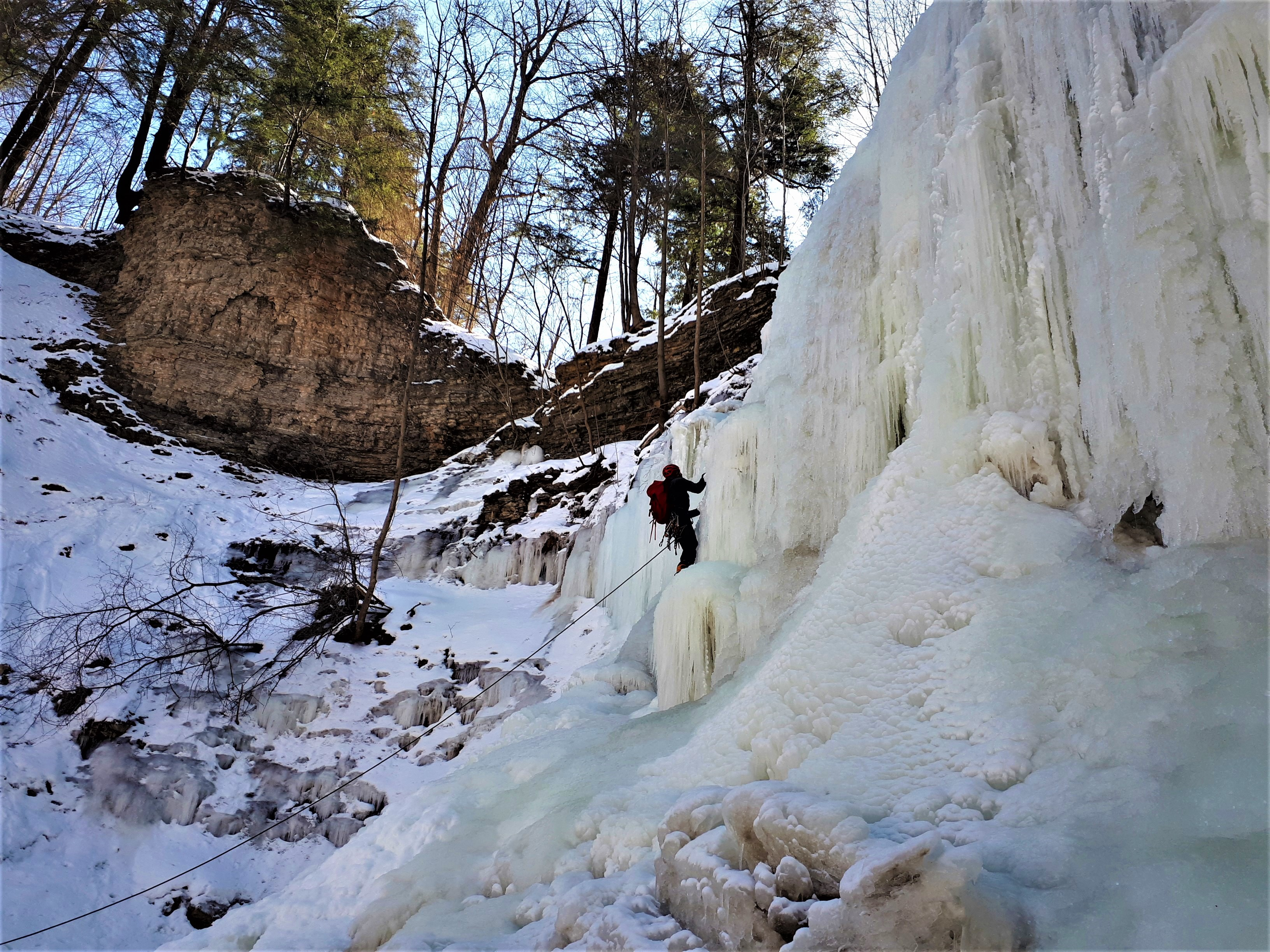
آبشار تیفانی در زمستان

آبشار تیفانی (به انگلیسی: Tiffany Falls) آبشاری است که در همیلتون (انتاریو)، کانادا واقع شده و ارتفاع کلی ریزشگاه آن ۲۱ متر (۶۹ فوت) است.